# Konrad Deubler

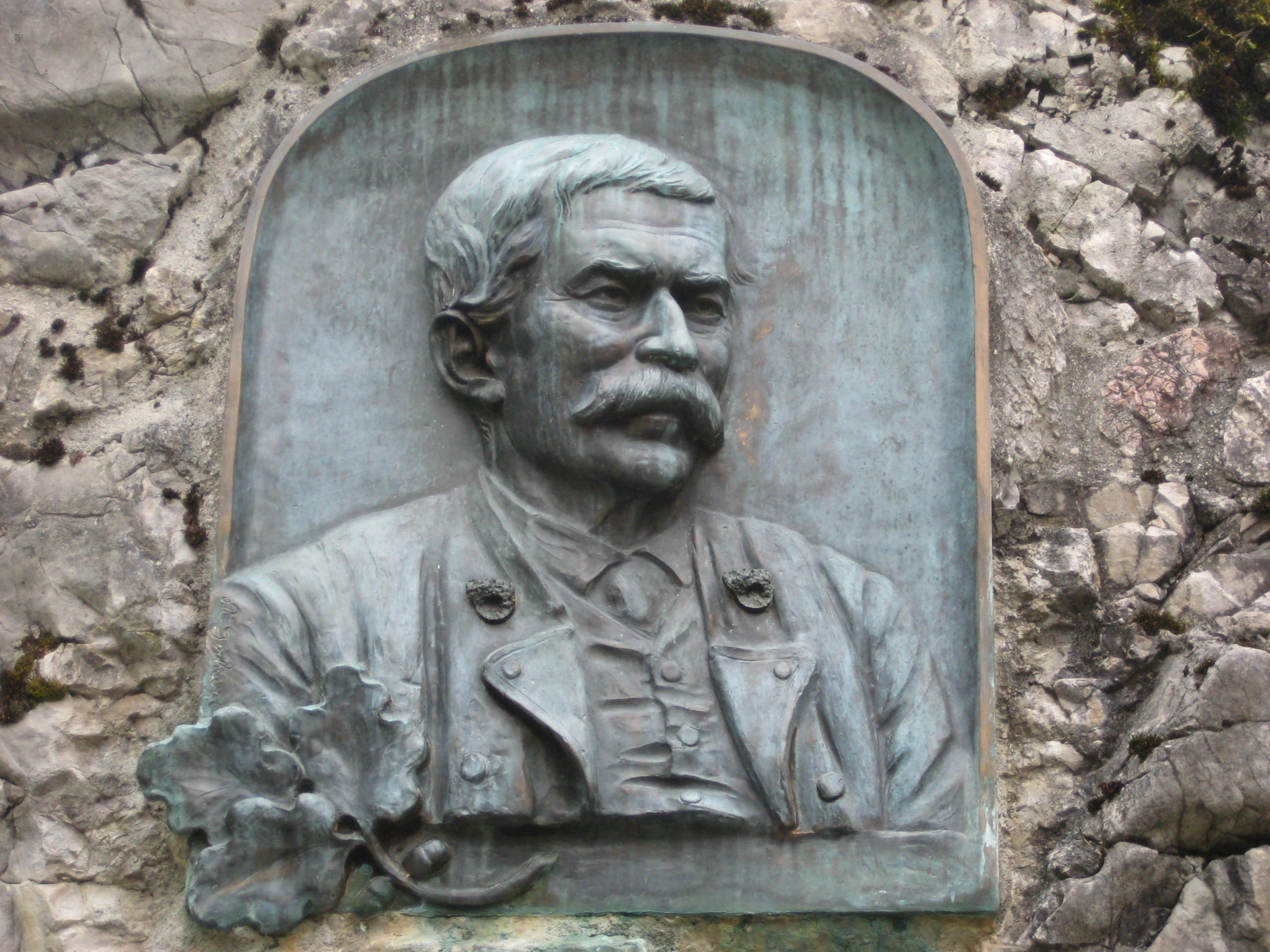
Detail des Deubler-Denkmals in Bad Goisern

Konrad Deubler (* 26. November 1814 in Goisern; † 31. März 1884 in Primesberg bei Goisern; genannt der Bauernphilosoph) war ein österreichischer Landwirt, Bäcker, Gastwirt und Bürgermeister von Goisern.

## Leben

Deubler bei der Gartenarbeit vor seinem Haus in Goisern (um 1875)

Konrad Deubler wurde am 26. November 1814 als Sohn eines armen Bergarbeiters geboren. Er erlernte die Müllerei und fand neben der schweren Arbeit Zeit und Lust, sich weiterzubilden. Auf Reisen nach Wien, Venedig und Dresden lernte er die Welt kennen. Nach seiner Heimkehr 1853 geriet er wegen seiner Unterstützung und Verbreitung aufklärerischer und religionskritischer Schriften in Konflikte mit den Gesetzeshütern. Seine Bücher wurden konfisziert. In durch die Polizei bei seinem Buchhändler (Fink in Linz) beschlagnahmten Unterlagen fanden die Untersuchungsrichter, dass er im Verlauf der Jahre für eine hohe Summe (1800 Gulden ö. W.) Bücher gekauft hatte.
Deubler redete sich damit heraus, dass er all diese schändlichen Bücher an mehrere Familien verkauft hätte, die kurz vor seiner Festnahme nach Amerika ausgewandert waren. Nach anderthalbjähriger Untersuchungshaft wurde er als Hochverräter und Religionsstörer zu zwei Jahren schweren Kerkers in Brünn verurteilt. Dazu kam noch eine Internierung in Olmütz, sodass er für vier Jahre seiner Heimat fern bleiben musste. 1857 wurde er von Kaiser Franz Joseph I. begnadigt, doch folgte von 1862 bis 1864 eine neuerliche Verbannung. Nach der Freilassung machte er eine Reise zu Ludwig Feuerbach nach Nürnberg, um diesen von ihm bewunderten Denker persönlich kennenzulernen. Feuerbach besuchte Deubler später in Goisern für einige Monate; sie schlossen Freundschaft, und Deubler besuchte Feuerbach noch kurz vor dessen Tod 1872 auf seinem Ansitz Rechenberg. Für die Jahre 1870/71 wurde er zum Bürgermeister von Goisern gewählt.
Deubler war ein begabter Autodidakt. Sein ausgeprägter Wille zur Weiterbildung ließ ihn neben der Arbeit noch Kraft zum Selbststudium finden. Seine Lebensphilosophie schöpfte er aus den Werken von Ludwig Feuerbach, Ludwig Pfau, David Friedrich Strauß, Eugen Dühring, Ernst Haeckel, Ludwig Anzengruber und anderen, mit denen er auch brieflich Kontakt aufnahm und die er besuchte und auch nach Goisern einlud. Er war immer bestrebt, sein Wissen unter den einfachen Menschen seiner Umgebung zu verbreiten. So schrieb er, begeistert von dessen zweibändigem Buch Das Leben Jesu kritisch bearbeitet (veröffentlicht 1835/36), an David Friedrich Strauß, dass er dieses doch allgemeinverständlich in einer volkstümlichen Ausgabe zusammenfassen solle. Daraufhin veröffentlichte Strauß Das Leben Jesu. Leicht faßliche Bearbeitung, die dann 1864 unter dem Titel Das Leben Jesu für das deutsche Volk erschien. Insbesondere zu Ludwig Feuerbach entwickelte sich durch einen regen Briefwechsel und die gegenseitigen Besuche eine Freundschaft. Nach Feuerbachs Tod 1872 orientierte sich Deubler an Ernst Haeckel. Auch stand er mit Peter Rosegger und der Schriftstellerin Minna Kautsky, der Mutter des marxistischen Theoretikers Karl Kautsky, in Kontakt.
Zu seiner Lektüre gehörten unter anderem:
- Henry Thomas Buckle: Geschichte der Civilisation in England
- Ludwig Feuerbach: Wesen des Christenthums, Gedanken über Tod und Unsterblichkeit
- Eugen Dühring: Wert des Lebens
- Ernst Haeckel: Natürliche Schöpfungs-Geschichte
- Ludwig Pfau: Freie Studien
- Alexander von Humboldt: Ansichten der Natur
- Jakob Moleschott
- Christian Radenhausen: Isis – Der Mensch und die Welt
- Peter Rosegger
- Emil Adolf Roßmäßler: Der Mensch im Spiegel der Natur, Zeitschrift Aus der Heimath[3]
- Friedrich Schiller
- David Friedrich Strauß: Das Leben Jesu kritisch bearbeitet
- Otto Ule
- Carl Vogt

Soweit es ihm möglich war, gab er sein gewonnenes Wissen weiter an die einfache Bevölkerung, der er selbst angehörte. Trotz der dörflichen Enge in der abgeschiedenen Region erkannte er die geistigen Umwälzungen seiner Zeit und verbreitete ihre Kunde. Er förderte zeitlebens das Freidenkertum. Erstaunlich ist, wie weit er sich trotz der Einfachheit seiner Umgebung und seiner geringen Mittel weiterzubilden wusste. Allerdings wird in seinen späten Briefen an Haeckel und andere seine fehlende kritische Haltung gegenüber den Autoren und deren Theorien deutlich. Durch sein Mitwirken kam es zur Einrichtung einer konfessionslosen Schule in Goisern. Konrad Deubler hat selbst einige Gedichte verfasst und eine gut geschriebene Autobiografie hinterlassen.
Nach Deublers Tod 1884 wandte sich einer seiner Freunde, der Züricher Botaniker Arnold Dodel-Port, mit einem Aufruf, der in zahlreichen Zeitungen des deutschen Sprachraums veröffentlicht wurde, an die Bekannten und Freunde Deublers, um dessen verstreute Briefe und Erinnerungen zu sammeln. Zu Ostern 1886 meldete die Presse bereits Fortschritte. Dodel-Port setzte Deubler mit dem zweibändigen Werk: Konrad Deubler. Tagebücher, Biographie und Briefwechsel ein literarisches Denkmal.
Konrad Deubler war verheiratet und hatte mit seiner Frau mindestens ein Kind.

## Wirken nach dem Tod
Konrad Deubler gilt bei den Atheisten und Freidenkern in Oberösterreich als deren Vorläufer. Er hat mit seinem Zugang zur Bildung ein gutes Beispiel für zukünftige Generationen von Atheisten gegeben. In seinem Geist wurden von 1997 bis 1999 drei Konrad-Deubler-Symposien in Kooperation von Freidenkerbund Österreich und Gemeinde Bad Goisern veranstaltet.
1904 wurde in Graz die Konrad-Deubler-Gasse, 1905 in Linz die Deublerstraße und 1919 in Wien-Floridsdorf die Deublergasse nach ihm benannt. In Steyr hieß die heutige Schosserstraße noch 1934 Konrad-Deubler-Straße.
Aus Anlass des Welterbefestes 2014 wurde das Konrad-Deubler-Denkmal im Kurpark von Bad Goisern, das von Paul Riedmann, einem Schüler der Fachschule für Bildhauerei an der HTBLA Hallstatt, gestaltet wurde, enthüllt.
2014 konnte die Österreichische Nationalbibliothek in Wien den Nachlass von Konrad Deubler erwerben. Gesammelt und verfügbar sind u. a. die Originalkorrespondenz mit Ludwig Feuerbach, Ernst Haeckel, Eugen Dühring und Ludwig Anzengruber, Unterlagen über die politische und freidenkerische Vereinstätigkeit Deublers sowie Fragmente aus seinen Schriften und Tagebüchern.
Im Salzburger Ort Werfenweng besteht das Konrad-Deubler-Heim, ein Ferienhaus für Schulen, Firmen und Vereine.